# Pías
Pías ist ein nordwestspanischer Ort und eine Gemeinde (municipio) mit 94 Einwohnern (Stand: 2024) im Osten der Provinz Zamora der Autonomen Gemeinschaft Kastilien-León. Die Gemeinde besteht neben dem Hauptort Pías aus den Ortschaften Barjacoba und Villanueva de la Sierra.

## Lage
Pías liegt in der kastilischen Hochebene in einer Höhe von etwa 1065 m. Die Provinzhauptstadt Zamora ist etwa 120 Kilometer (Fahrtstrecke) in südöstlicher Richtung entfernt. Das Klima im Winter ist durchaus kalt, im Sommer dagegen warm bis heiß, Regen (1201 mm/Jahr) fällt verteilt übers ganze Jahr.

## Bevölkerungsentwicklung
| Jahr      | 1970 | 1981 | 1991 | 2001 | 2011 | 2021 |
| Einwohner | 565  | 332  | 303  | 221  | 158  | 108  |

## Sehenswürdigkeiten

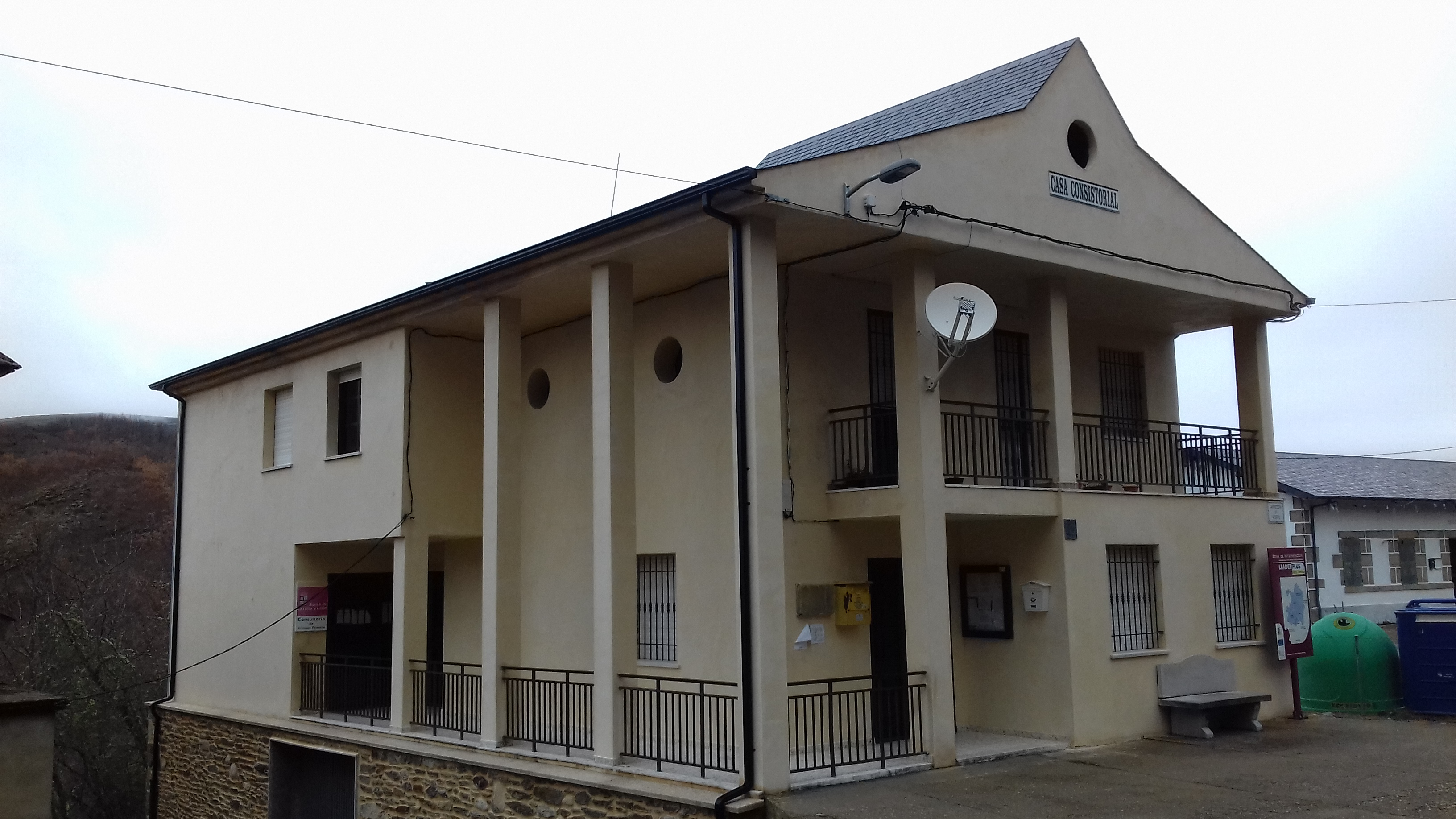
Kirche von Pías
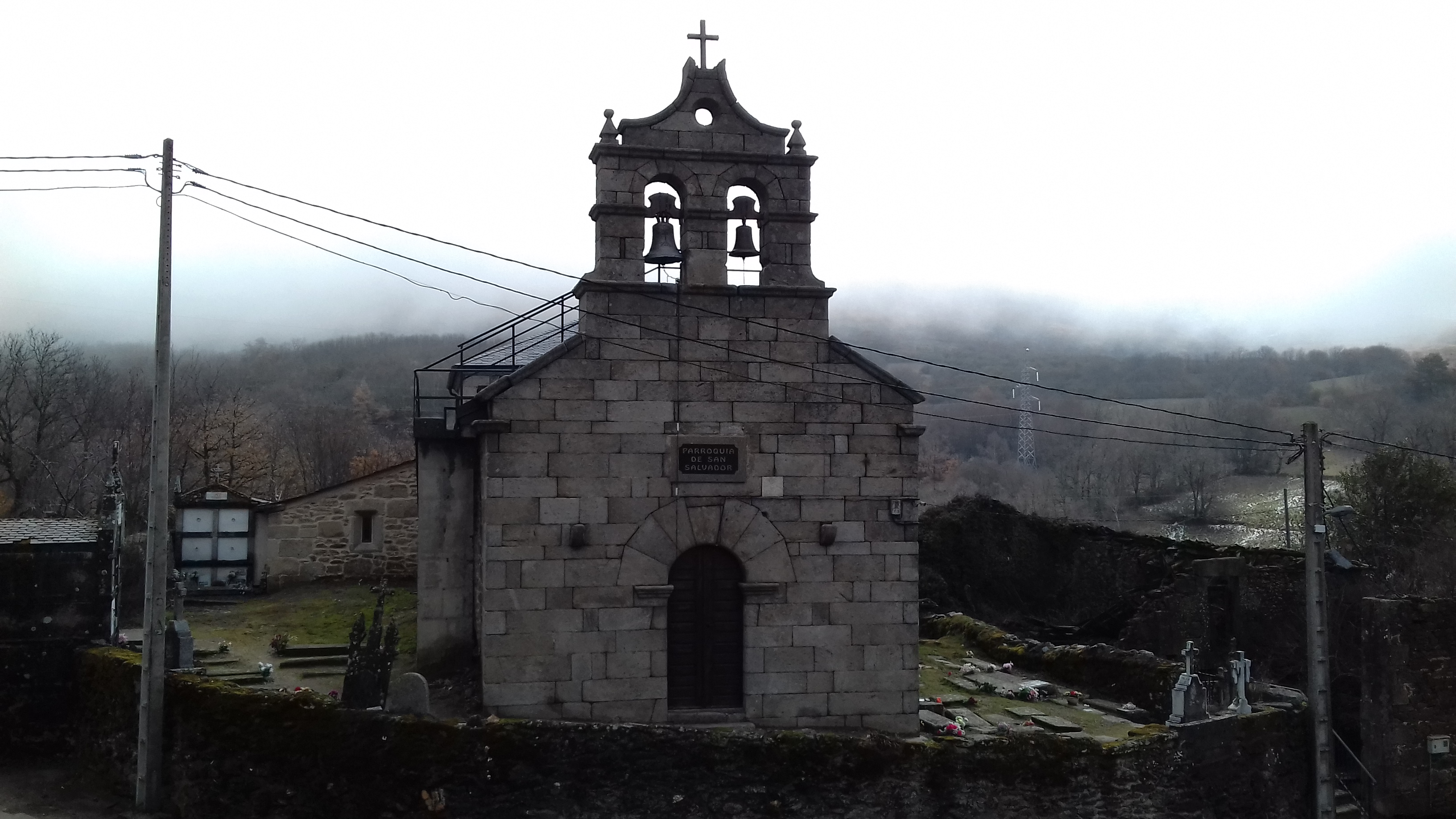
Kirche von Villanueva de la Sierra
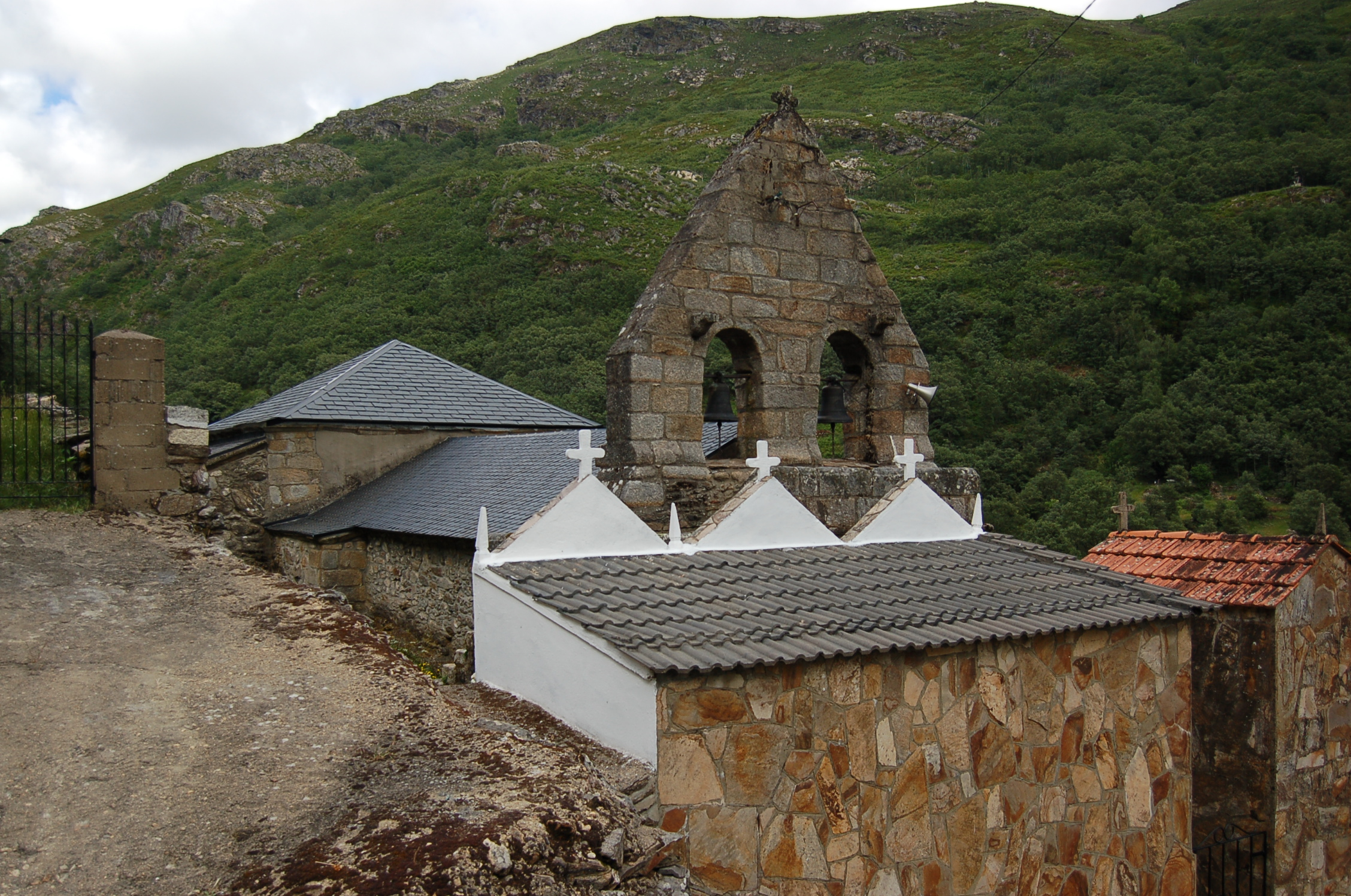
Kirche von Barjacoba
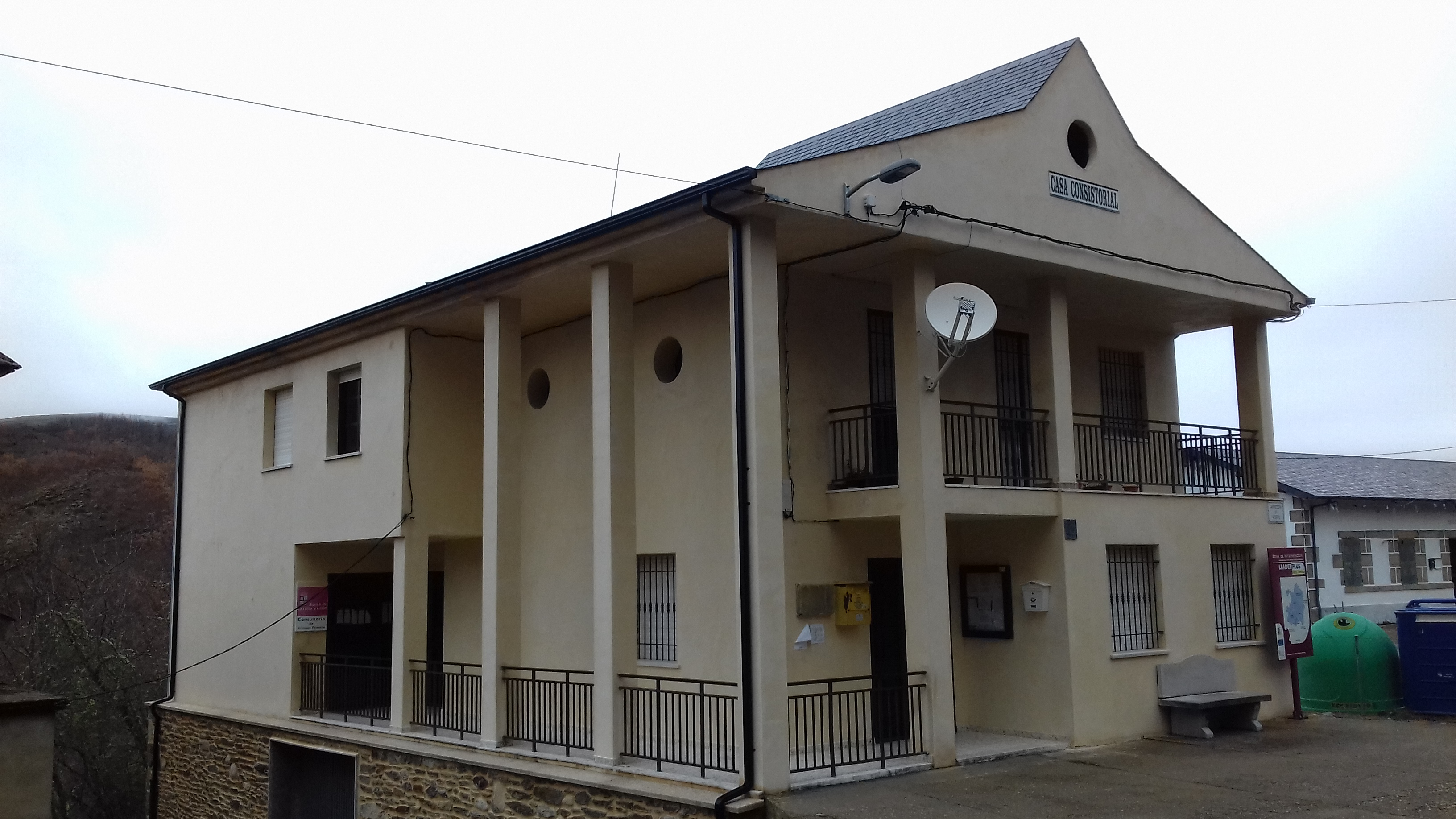
Rathaus

- Kirche von Pías
- Kirche von Villanueva de la Sierra
- Kirche von Barjacoba
- Rathaus